# (377) Campania
(377) Campania es un asteroide perteneciente al cinturón de asteroides descubierto el 20 de septiembre de 1893 por Auguste Honoré Charlois desde el observatorio de Niza, Francia.
Está nombrado por Campania, una región del sur de Italia.